# Vlag van Mogiljov (oblast)

Vlag van Mogiljov

De vlag van Mogiljov toont het oblastwapen op een rode achtergrond. Dit is sinds 3 januari 2005 het officiële symbool van de Wit-Russische oblast Mogiljov.
De vlag heeft een hoogte-breedteverhouding van 1:2.
Het wapen bestaat uit een schild tussen een gouden lauriertak en een gouden eikentak, die door het blauwe lint van de Oosters-Orthodoxe Orde van Sint Andreas aan elkaar zijn gebonden. Het schild toont een afbeelding van Maria boven drie groene heuvels en drie rode ares.